# Peter Zeidler
Pour l’article homonyme, voir Zeidler.
Peter Zeidler, né le 8 août 1962 à Schwäbisch Gmünd en Allemagne de l'Ouest, est un entraîneur allemand.

## Biographie

### Débuts dans le football
Peter Zeidler commence sa carrière dans le monde du football dans le club du VfB Stuttgart en juillet 1998, où il est le directeur du centre de formation du club qui évolue en Bundesliga. Il reste deux ans et demi au sein du club de Stuttgart pour rejoindre Aalen.
Il signe en février 2000 dans le club de VfR Aalen, il est entraîneur adjoint durant trois ans au niveau 3 allemand : la Regionalliga Sud. Fin 2002, il prend les rênes de l'équipe et assure son premier poste d'entraîneur principal d'une équipe professionnelle. Pour la saison 2003-04, il termine à une 6e place de la Regionalliga Sud.

### Nuremberg et Stuttgart
En 2005, il part entraîner l'équipe réserve du 1. FC Nuremberg qui évolue dans le championnat de Oberliga Bayern en division 4 allemande. Lors de la première saison, il est finaliste de la Oberliga Bayern.
Il signe ensuite en 2007 dans le club de SV Stuttgarter Kickers évoluant en Regionalliga Sud, malgré une bonne demi-saison, il n'y reste que six mois car il est contacté par son ami Ralf Rangnick pour rejoindre le TSG 1899 Hoffenheim.
En janvier 2008, il rejoint Hoffenheim en tant qu'adjoint et participe aux succès de ce club. Dès sa première saison le club monte en division 1 allemande, en devenant vice-champion de deuxième division. Dès la première saison dans l'élite allemande, le club d'Hoffenheim étonne par son jeu (un jeu tourné sur l'offensif) et par ses résultats excellents pour un promu (leader jusqu'en février 2009). Il quitte le club en même temps que Ralf en janvier 2011 à cause en partie de divergences avec le propriétaire du club : Dietmar Hopp.

### Tours FC
Le 14 juin 2011, il tente une expérience en France au Tours FC en Ligue 2. Peter Zeidler parle couramment le français ce qui rend son acclimatation bien plus facile. À la fin de sa première saison aux commandes du club, il termine à une belle 6e place.
Le 21 août 2012, après un début de saison catastrophique (trois défaites et un nul en championnat), il est limogé alors qu'il entamait sa dernière année de contrat à la tête de l'équipe tourangelle.

### Les expériences autrichiennes
En 2012, il rejoint l'Autriche en s'engageant avec le FC Liefering, la réserve du Red Bull Salzbourg. Le 22 juin 2015, il rejoint le Red Bull Salzbourg. La saison 2015–2016 débute mal pour le nouvel entraîneur, le club ne remporte aucun de ses trois premiers matchs en championnat et est éliminé au troisième tour préliminaire de la Ligue des champions par le club de Malmö, malgré une victoire 2-0 au match aller. Reversé en barrages de Ligue Europa, le club chute face au Dinamo Minsk et ne participe donc pas à la phase de groupes.

### L'expérience suisse
Le 22 août 2016, il est nommé entraîneur du FC Sion, une équipe de première division du championnat de Suisse. En 13 matchs toutes compétitions confondues avec ses nouvelles couleurs, l'entraîneur allemand n'en perd qu'un seul. Mais après une série plus moyenne, il est licencié quelques semaines avant la finale de la Coupe de Suisse, compétition dans lequel il avait pour objectif de remporter avec le club valaisan. Zeidler garde malgré tout, un bon souvenir de son passage en Valais.

### Retour en France au FC Sochaux-Monbéliard
Le 1er juin 2017, il est nommé entraîneur du FC Sochaux-Montbéliard à la place d'Albert Cartier pour une durée de deux ans, mais son contrat est résilié  d'un commun accord le 14 mai 2018.
En 2018 l'entraîneur allemand Thomas Tuchel arrive au Paris Saint Germain et cherche un adjoint qui connaît la France, il pense alors à Zeidler (qui a d'ailleurs passé ses diplômes d'entraîneur avec lui en 2006) mais l'entraîneur du FC Sochaux-Montbéliard préfère retrouver un banc et signe par la suite au FC Saint-Gall.

### Retour en Suisse
Le 14 mai 2018, il est nommé entraîneur du FC Saint-Gall pour trois ans. Il quitte le FC Saint-Gall au terme de la saison 2023-2024 après avoir passé 6 saisons sur le banc des Brodeurs.

### Entraîneur principal en Bundesliga
Le 3 juin 2024, il est nommé entraîneur du Vfl Bochum pour deux ans.
Il est limogé le 20 octobre, après un point pris en sept rencontres de championnat.

### Nouveau retour en suisse au FC Lausanne-Sport
Le 21 juin 2025, il revient en Suisse en étant nommé à la tête du Lausanne-Sport.

## Palmarès
- FC Nuremberg II
  - Oberliga Bayern
    - Finaliste : 2006.
- FC Sion
  - Finaliste de la Coupe de Suisse en 2017
- FC Saint-Gall
  - Vice-champion de Suisse 2020
  - Finaliste de la Coupe de Suisse en 2021
  - Finaliste de la Coupe de Suisse en 2022